# Pia Tomedi

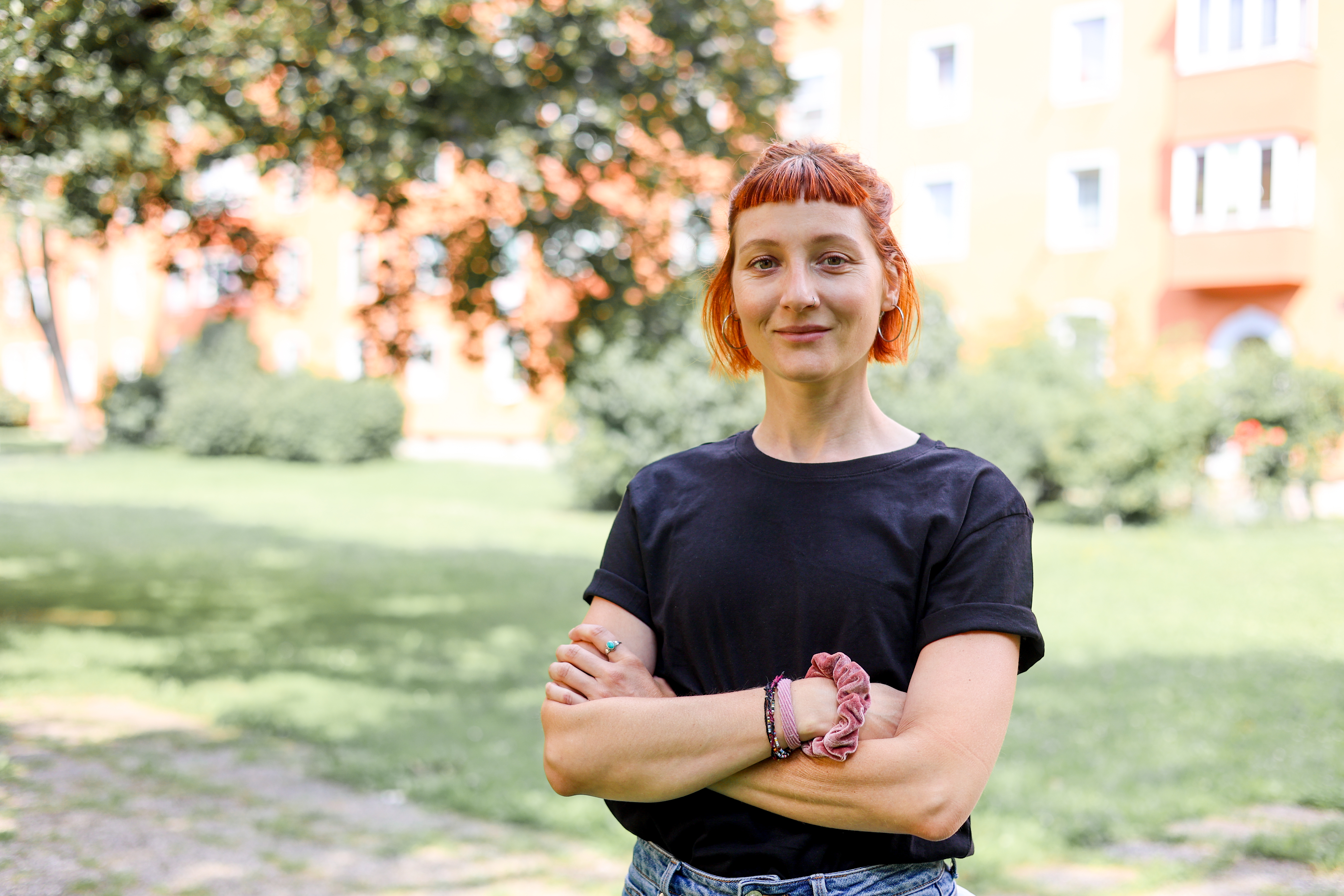
Pia Tomedi (2022)

Pia Maria Elisabeth Tomedi (* 27. September 1988 in Innsbruck, Tirol) ist eine österreichische Politikerin der KPÖ. Die studierte Sozialarbeiterin und Soziologin ist Landessprecherin der KPÖ Tirol und seit der Gemeinderats- und Bürgermeisterwahl in Innsbruck 2024 Gemeinderätin und Klubobfrau der KPÖ Innsbruck.

## Leben
Pia Tomedi wurde 1988 in Innsbruck geboren. Ihre Familie kommt aus Südtirol. Sie besuchte die Volksschule in Sistrans und das Bundesrealgymnasium Reithmannstraße in Innsbruck. Nach der Matura 2007 studierte sie zuerst Soziologie und dann Soziale Arbeit in Innsbruck. Über die Kampagne SOS Miete kam sie zur KPÖ.

## Beruf
Pia Tomedi war zuerst in der Betreuung von älteren Menschen, Menschen mit Behinderung und als Arbeitsplatzassistenz tätig. Später folgte ihre berufliche Tätigkeit in der Betreuung von wohnungslosen Menschen. Seit 2016 ist Pia Tomedi Sozialarbeiterin beim Verein „Mobile Jugend - und Gemeinwesenarbeit Innsbruck Land-Ost“. Sie hat unter anderem das beim Verein integrierte Sozialprojekt „Haller Börsl“ mit initiiert und koordiniert. In Interviews betont die Kommunistin die klassenpolitische Dimension ihrer Arbeit.

## Politik
Pia Tomedi orientiert sich in ihrer politischen Arbeit an der Politik der KPÖ in Graz. Im Landtagswahlkampf vertrat Tomedi vor allem soziale Themen und leistbares Wohnen. Außerdem stellt sie Kritik an hohen Politikergehältern ins Zentrum. Als KPÖ-Mandatarin hat sie sich verpflichtet, alles von der Politikergage bis auf ein durchschnittliches Gehalt für Menschen in Notlagen abzugeben.
Bei der Landtagswahl 2022 trat sie als Spitzenkandidatin an und holte für die KPÖ im Wahlkreis Innsbruck mit 1.363 Stimmen (2,7 %) das beste Ergebnis seit 60 Jahren.
Bei der Gemeinderats- und Bürgermeisterwahl in Innsbruck 2024 verbesserte die KPÖ mit Pia Tomedi an der Spitze das Ergebnis auf 4.020 Stimmen (6,72 %) und zog mit 3 Mandaten ins Stadtparlament ein.